# Dominique Rizet
Pour les articles homonymes, voir Rizet.
Dominique Rizet, né le 3 août 1959 à Paray-le-Monial (Saône-et-Loire), est un journaliste, présentateur de télévision et écrivain français.

## Biographie
Après une école de journalisme et animation, Dominique Rizet effectue son service militaire au SIRPA marine, le Service d'informations et de relations publiques des armées, pour Cols bleus et la Nouvelle Revue maritime. Sa carrière de journaliste débute aux Nouvelles de Versailles (1981) puis au Parisien (1985-1988) dans les Hauts-de-Seine, où il effectue parallèlement des remplacements pour l'AFP. Il est ensuite nommé au service des informations générales du Parisien et rejoint en 1988 France-Soir, où il reste jusqu'en 1995. Il y occupe successivement les fonctions de grand reporter, ce qui lui donne l'occasion de couvrir divers événements internationaux comme la fin du bloc de l'Est et la chute du mur de Berlin. Dans le même temps, il enquête sur plusieurs grandes affaires criminelles françaises (affaire des disparus de Mourmelon, Francis Heaulme). Il est ensuite nommé chef des informations générales de France Soir.
Il devient grand reporter au Figaro Magazine en 1995 et participe en 2000 au lancement de l'émission Faites entrer l'accusé comme conseiller éditorial et chroniqueur, en compagnie de Christian Gerin (producteur), Bernard Faroux (réalisateur), Christian Huleu (rédacteur en chef) et Christophe Hondelatte (présentateur). Depuis 2000, il a ainsi participé à 250 émissions de Faites entrer l'Accusé.
De 2007 à 2010, Dominique Rizet présente avec Imen Ghouali un magazine intitulé Justice Hebdo sur la chaine Planète Justice. En 2011, il a présenté sur la même chaîne Labo du crime, une série de douze documentaires consacrés à la police scientifique. Depuis 2012, il présente sur Planète Justice (devenue Planète + Crime Investigation) Mémoire du crime, qui revient, des années plus tard, sur les histoires traitées dans Faites entrer l'accusé, afin de savoir ce que sont devenus les différents acteurs et ce que ces affaires ont parfois changé au niveau de la justice et des lois.
En décembre 2012, il rejoint BFM TV, où il officie comme consultant expert des affaires policières et judiciaires.
Depuis janvier 2017, il présente Victimes : leur vie a basculé sur RMC Découverte, série documentaire produite par Téléparis (Stéphane Simon). À partir de la rentrée de 2018, il présente tous les dimanches sur BFM TV avec Philippe Gaudin Affaire suivante, un magazine de faits divers diffusé à 13 h.

## Polémiques
Le 9 janvier 2015, pendant la prise d'otages de l'Hyper-Casher de la porte de Vincennes, Dominique Rizet révèle en direct que des otages sont cachés dans la chambre froide du magasin, ce qui aurait pu les mettre en danger ; il fait amende honorable l'année suivante. À la suite de cet événement, la direction de BFM TV se donne pour ligne de conduite de « ne plus mettre en direct des images d’opérations de police pour ne pas les perturber ».
En mai 2015, il est condamné en première instance ainsi que la chaîne BFM TV à 10 000 € d'amende chacun pour avoir publié des photos de l'enquête de la tuerie de Chevaline. Il est relaxé en appel au début de 2016, la décision retenant que les investigations n'ont pas permis de déterminer dans quelles circonstances les prévenus étaient entrés en possession des photographies litigieuses, qu'il n'était pas démontré que les clichés avaient été divulgués par une personne astreinte au secret de l'instruction, que le délit de violation du secret de l'instruction n'était donc pas établi et que, par voie de conséquence, le recel ne l'était pas davantage. Cette décision a été confirmée en 2017 par la Cour de cassation.

## Engagements
Dominique Rizet anime en avril 2023 le 10e congrès du syndicat policier Alliance Police Nationale et parraine le média en ligne Factuel, orienté à droite,.

## Publications
- Robert Gatounes, le Major, Paris, éditions Anne Carrière, 1995  (ISBN 978-2910188238)
- Midnight Bangkok avec Mourad Briki, Paris, Anne Carrière, 1997  (ISBN 978-2910188610)
- Cent Ans de passion automobile, Paris, éditions Mazarine, 1998  (ISBN 978-2863742976)
- Préfet en Corse avec Bernard Bonnet, Paris, éditions Michel Lafon, 1999  (ISBN 978-2840985327)
- La Boîte à oubli : 10 années à Fleury-Mérogis avec Elizabeth Cons, Paris, éditions Lattès, 2000  (ISBN 978-2709621991)
- À vous de juger avec Bernard Bonnet, Paris, éditions Flammarion, 2001  (ISBN 978-2080682246)
- Le Dossier Pinochet avec Rémy Bellon, Paris, Michel Lafon, 2002  (ISBN 978-2840987918)
- Le Jour où j'ai tué HB avec Daniel Boulanger, Paris, éditions Hachette, 2007  (ISBN 978-2012373778)
- Chronique du crime avec Arnaud Dingreville, Paris, éditions Delpierre, 2015  (ISBN 9782366025354)
- True crime (participation), Paris, éditions Ring
- True crime - Les Prototypes (participation), Paris, éditions Ring
- Les Aveux avec Rémy Bellon, Paris, Michel Lafon, 2019